# Same (Tanzania)
Same is een stad in Tanzania in de regio Kilimanjaro en in het district Same. 
Sinds 1977 is Same de zetel van een rooms-katholiek bisdom.
Same heeft een stedenband met Tilburg en vanuit Nederland vertrekt er hulp voor het Same District Hospital, gezondheidscentra, watervoorziening en verschillende scholen in de stad.